# Hans-Gustav Creydt
Hans-Gustav Creydt (* 5. Dezember 1948 in Ranis; † 6. November 2022) war ein deutscher Fußballspieler. In der höchsten Spielklasse des DDR-Fußballs, der Oberliga, spielte der Torwart für den Berliner FC Dynamo.

## Sportliche Laufbahn
Creydt gehörte dem Ost-Berliner Fußballclub der Sportvereinigung Dynamo seit 1963, als dieser noch als Fußballabteilung des Sportclubs Dynamo Berlin existierte, an. Zuvor spielte er im Nachwuchs der SG Dynamo Hohenschönhausen. Über die BFC-Zweitvertretung rückte er Anfang der 1970er-Jahre in den Oberligakader des späteren Rekordmeisters auf. Sein Oberligadebüt gab Creydt im April 1972. Am 23. Spieltag der Saison 1971/72 wurde der 24-jährige Torsteher beim torlosen Unentschieden gegen den späteren Absteiger BSG Stahl Riesa in der Halbzeit für den damaligen Stammkeeper Werner Lihsa eingewechselt.
In sieben Spielzeiten der ostdeutschen Eliteklasse konnte der Chemie-Ingenieur Einsätze verbuchen. Jedoch nur in den Jahren 1973/74 (15 Partien) und 1974/75 (17) wurde er in mehr als der Hälfte der 26 Saisonbegegnungen aufgeboten. Insgesamt bestritt er in der Oberliga 61 Spiele. Die beste Platzierung erreichten die Ost-Berliner in Creydts Zugehörigkeit zur 1. Mannschaft in den Spielzeiten 1971/72 und 1975/76, als sie jeweils Vizemeister wurden.
Seinen einzigen Einsatz im Europapokal verzeichnete der 1,83 Meter große Torhüter in der 1. Runde des UEFA-Pokals 1976/77. Nachdem bei der 0:3-Hinspielniederlage gegen den sowjetischen Vertreter Schachtjor Donezk sein jahrelanger Rivale um einen Stammplatz, Reinhard Schwerdtner, im Tor gestanden hatte, durfte Creydt im Rückspiel zwischen die Pfosten des BFC rücken. Das 1:1-Unentschieden bedeutete das Aus für die Weinroten. Im Sommer 1978 beendete der damals 30-jährige Torhüter seine leistungssportliche Laufbahn.
Von 1974 bis 1989 war Creydt wissenschaftlicher Mitarbeiter am Kriminalistischen Institut der DDR, 1981 machte er seinen Abschluss als Diplom-Kriminalist an der Humboldt-Universität Berlin. Ab 1991 war er freiberuflicher Sachverständiger, insbesondere für Brandursachen.
Creydt starb 73-jährig im November 2022 nach langer Krankheit.